# Princesa do Solimões Esporte Clube
O Princesa do Solimões Esporte Clube é um clube brasileiro de futebol, da cidade de Manacapuru, no estado do Amazonas. Um dos primeiros clubes do interior a disputar o Campeonato Amazonense de futebol, o Princesa é hoje o clube mais tradicional do interior. Já chegou a final do estadual em seis oportunidades (1995, 1997, 2013, 2014, 2016 e 2022), sendo vice-campeão em cinco, e conquistando o estadual em 2013 pela primeira vez, ao derrotar o Nacional.

## História

### Fundação
Por volta da metade do ano de 1971, o desportista Antônio Ribeiro da Silva "Coan" conversando com seu amigo Francisco Bezerra, expôs a ideia de dar oriegm a uma nova associação esportiva na cidade, que fosse destinada à pratica de futebol, já que ali só havia oficialmente o Manacapuru Esporte Clube. Algum tempo depois, no mesmo ano, em 18 de Agosto estes deram vida ao Princesa do Solimões Esporte Clube. Iniciados os trabalhos, foram Maria D'Angelo da Silva e Socorro Farias, esposas de Coan e Bezerra, que confeccionaram os primeiros uniformes do clube em maquinas domésticas de costura.
As primeiras reuniões eram organizadas na casa de Coan, e Maria D'Angelo era a responsável pela organização das mesmas. Com o tempo o clube progrediu, contando primeiramente com a ajuda financeira de Manoel Mendonça e José Costa. Outros vieram depois, e foram muito importantes também, como o empresário João D'Angelo e o eterno presidente Carlos Bessa (Bessão).

### Profissionalismo
O clube de Manacapuru entrou para o futebol profissional em 1987, e em poucos anos de profissionalismo disputou a Série B do Campeonato Brasileiro de 1989, sendo o primeiro clube de interior da Região Norte a disputar a competição.

### O primeiro jogo
| 22 de fevereiro de 1987 | Princesa do Solimões | 2 - 3 | Rio Negro       | Gilbertão                             |
|                         | Paçoca ,             |       | Tonho , · Rildo | Público: 3,000 Público Pagante: 2.409 |

O campeonato foi dividido em três grupos naquele ano, e o Princesa terminou a primeira fase da Taça Estado do Amazonas (1º Turno) em 1º lugar do seu grupo, indo para a decisão triangular com os dois "papões" do futebol amazonense (Rio Negro e Nacional). Na decisiva do turno, perdeu para o "Galo" por 0 a 2 e depois empatou em 0 a 0 com o Nacional.
Na Taça Cidade de Manaus, o 2º turno, o Princesa novamente se qualificou para o triangular decisivo, enfrentando novamente os dois gigantes de Manaus, se qualificando como a 3ª força do estado. No triangulo, o clube novamente não teve força para desbancar a dupla Rio-nal e foi derrotado nos dois jogos, por 1 a 2 para o Rio Negro e 0 a 1 para o Nacional. Apesar de ter sido finalista dos dois turnos, o Princesa foi superado pelo Penarol na classificação final, e ficou em 4º lugar geral.

### Série B
O Princesa foi o primeiro clube de interior, em toda a Região Norte a disputar a segunda divisão do Campeonato Brasileiro de Futebol. Seus jogos foram:
- 9 de Setembro de 1989 - Princesa 2-4 Dom Bosco-MT, Gilbertão
- 13 de Setembro de 1989 - Princesa 3-1 Rio Branco-AC, Gilbertão
- 16 de Setembro de 1989 - Princesa 0-0 Nacional-AM, Gilbertão
- 23 de Setembro de 1989 - Mixto-MT 2-0 Princesa
- 30 de Setembro de 1989 - Rio Negro-AM 4-0 Princesa, Estádio Vivaldo Lima
- 7 de Outubro de 1989 - Princesa 1-0 Rio Negro-AM, Gilbertão
- 11 de Outubro de 1989 - Rio Branco-AC 4-2 Princesa
- 16 de Outubro de 1989 - Nacional-AM 1-0 Princesa, Estádio Vivaldo Lima
- 21 de Outubro de 1989 - Princesa 3-1 Mixto-MT, Gilbertão
- 28 de Outubro de 1989 - Dom Bosco-MT 4-1 Princesa

### Década de 2010
A década de 2010 marcou um grande crescimento do clube, que ganhou protagonismo ao decidir os estaduais de 2013-14-15-16, em sequência, vencendo apenas a edição de 2013, na qual bateu o Nacional. Voltou também a disputar competições nacionais, estreando na Copa do Brasil de Futebol e no Campeonato Brasileiro de Futebol - Série D, além da Copa Verde de Futebol.
A década de 2010 marcou o ressurgimento do clube, que não marcava presença em uma final de campeonato desde 1997. Depois de se manter na metade da tabela entre 2010 e 2012, fez uma campanha quase impecável em 2013 e chegou à primeira final depois de 16 anos, derrotando o  nos pênaltis em casa, no Gilbertão, e sagrando-se pela primeira vez campeão amazonense de futebol.

#### 2012 e Campeão Amazonense em 2013
Em 2012 o Princesa disputou a final da Taça Estado do Amazonas, o 1º turno do estadual. Na ocasião, perdeu para o Nacional nos pênaltis. No 2º turno não teve o mesmo rendimento.
Em 2013 veio ainda mais fortalecido e desta vez conquistou a Taça Estado do Amazonas ao bater o Fast Clube com resultados de 2 a 0 e 3 a 4. Mesmo garantido na final, o clube manteve o foco e obteve o mesmo rendimento na Taça Cidade de Manaus, onde novamente voltou à final, contra o Nacional. O clube perdeu o 2º turno e a oportunidade de título direto e voltaria a enfrentar o mesmo Nacional na grande final. A decisão foi disputada em dois jogos, na primeira partida, no Estádio do SESI, em Manaus, o Princesa venceu por 3 a 1, garantindo assim uma boa vantagem para o retorno, em casa. No jogo de volta, diante de 8.032 presentes, o Princesa foi surpreendido pelo adversário, que venceu a partida por 2 a 0 e anulou a vantagem rubra, levando a decisão para os pênaltis. Nos penais, o Princesa venceu por 7 a 6 e pela primeira vez levantava o título máximo do estado, em sua 3ª decisão.

#### 2014
Em 2014 Princesa foi, ao lado do Nacional, um dos representantes do estado do Amazonas nas competições interestaduais (Copa Verde, Copa do Brasil e o Campeonato Brasileiro Série D). Pelo estadual, novamente uma final contra o Nacional, venceu o 1º jogo por 2 a 0 e obteve vantagem de 3 gols para a 2ª partida, porem, foi derrotado por 5 a 1 e acabou perdendo o título.
Na 1ª fase da Copa Verde, passou pelo Santos do Amapá após vencer por 1 a 0 em casa e empatar em 2 a 2 fora. Depois enfrentou o Paysandu, do Pará, e não obteve o mesmo êxito, desta vez sendo eliminado após sofrer uma goleada de 1 a 6, em Belém do Pará e depois ser novamente derrotado, em casa, desta vez por 1 a 2.
A segunda competição foi a Copa do Brasil. Na 1ª fase o Princesa enfrentou o Brasiliense e se classificou no critério de gols de visitante, após vencer por 3 a 1 em casa e perder por 2 a 4 na casa do adversário. Na 2ª fase pela primeira vez um enfrentamento contra um dos grandes do futebol brasileiro, o Santos; diante do amplo favoritismo do adversário, o rubro amazonense perdeu as duas partidas por 1 a 2 e 2 a 4, assim encerrando sua participação.
Na Série D, o clube apresentava campanha razoável mas acabou surpreendentemente eliminado na primeira fase após tomar uma virada em casa, do Santos do Amapá, com um gol de falta marcado pelo goleiro adversário já nos minutos finais de jogo, encerrando assim sua temporada.

### 2015-Hoje
De 2015 até hoje o Princesa não obteve mais grandes êxitos. No estadual, foi vice-campeão em 2015, 2016 e 2022. Nas competições regionais e nacionais, o mais relevante foi sua participação na Copa Verde de Futebol de 2023, onde eliminou Rio Branco-AC e Manaus FC, até ser eliminado pelo Paysandu nos pênaltis.
Atualmente, o Princesa do Solimões disputa a principal divisão do futebol amazonense. 

## Símbolos

### O Nome
O nome do clube remete à alcunha da cidade de Manacapuru, que é conhecida como a "Princesa do Solimões", algo que é comum no Amazonas, onde cidades ribeirinhas são alcunhadas com títulos de nobreza ligados aos rios aos quais margeiam.

### Escudo

Coroa de visconde, similar à utilizada pelo clube em seu escudo

O escudo do clube consiste em um "P" estilizado e adornado com uma coroa vermelha. Apesar do nome do clube sugerir, na nobreza brasileira as princesas não tinham uma coroa estabelecida pelo pariato. A coroa utilizada no escudo do clube remete às coroas de visconde, estabelecidas pelo Império do Brasil. 

### Mascote

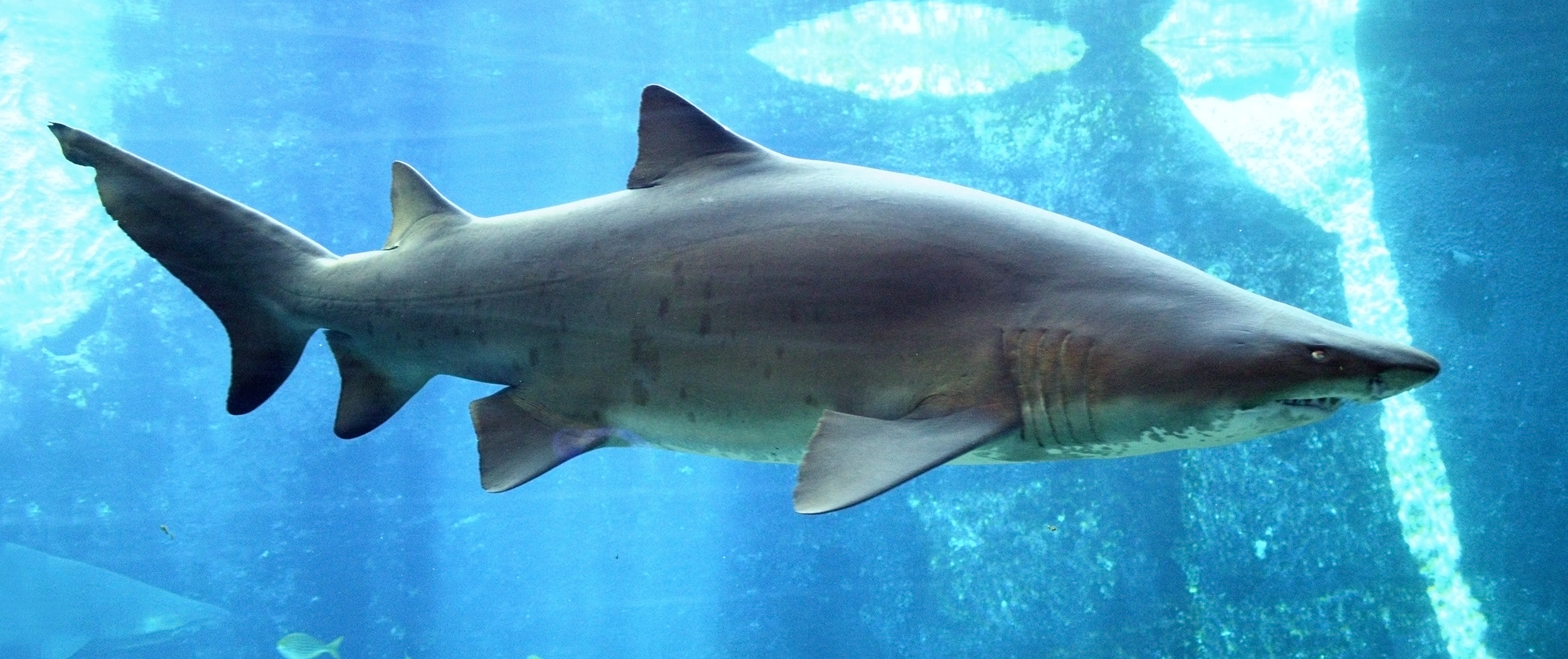
O tubarão é o mascote do clube

Apesar de nunca ter sido encontrado em águas do Rio Solimões, o Tubarão(sem espécie específica) é o mascote do Princesa do Solimões. O mascote faz o clube ser conhecido como "Tubarão do Solimões" e também "Tubarão do Norte".

### Uniformes
O principal uniforme do Clube é composto de camisa vermelha, calção branco e meias vermelhas; o segundo uniforme possui as mesmas cores, só que na ordem inversa (camisa branca, calção vermelho e meias brancas).

### Hino
O Hino do clube foi composto em 1995 e tem como autor Daniel Sales.

## Títulos
| ESTADUAIS | ESTADUAIS               | ESTADUAIS | ESTADUAIS               |
|           | Competição              | Títulos   | Temporadas              |
| --------- | ----------------------- | --------- | ----------------------- |
|           | Campeonato Amazonense   | 1         | 2013                    |
|           | Torneio Início          | 2         | 1997 e 2007             |
|           | Taça Estado da Amazonas | 4         | 1995, 1997, 2013 e 2014 |

## Estatísticas

### Participações
|  | Participações em 2025 |

| Competição | Competição            | Temporadas | Melhor campanha                      | Estreia | Última | P | R |
| Amazonas   | Campeonato Amazonense | 33         | Campeão (2013)                       | 1987    | 2025   |   | – |
|            | Copa Verde            | 4          | Quartas-de-final (2014, 2015 e 2023) | 2014    | 2023   |   |   |
| Brasil     | Série B               | 1          | 78º colocado (1989)                  | 1989    | 1989   | – | – |
| Brasil     | Série D               | 5          | 11º colocado (2016)                  | 2014    | 2024   | – |   |
| Brasil     | Copa do Brasil        | 6          | 2ª Fase (2014)                       | 2014    | 2023   |   |   |

Profissionalização em 1987.
- Campeonato Brasileiro de Futebol - Série B - 78º lugar em 1989
- Campeonato Brasileiro de Futebol - Série D - 17º lugar em 2014
- Campeonato Brasileiro de Futebol - Série D - 11º lugar em 2016
- Campeonato Brasileiro de Futebol - Série D - 18º lugar em 2017

## Torcida
A torcida do Princesa do Solimões tem atualmente uma das melhores médias do Campeonato Amazonense, sempre acompanha o time quando joga na capital. Em Manacapuru, recebe sempre a torcida adversária com cortesia e hospitalidade, não se registrando até hoje nenhum caso de briga envolvendo torcedores. No "Gilbertão", a torcida lota o estádio e empurra o time com cantos, foguetes e bandeiras. Um fato curioso também é que em alguns jogos a torcida do princesa coloca sua faixa bem na frente da arquibancada onde estão os torcedores visitantes. O clube atualmente tem duas torcidas organizadas:
- Torcida Uniformizada Tubarão do Norte
- Movimento 1971

Torcidas anteriores:
- Torcida Fúria do Tubarão (1ª)
- Torcida Organizada Facção Vermelha
- Torcida Organizada Fúria Jovem do Princesa
- Torcida Organizada TubaJovem
- T.O.R.C. Torcida Organizada Raça Coan